# اندیس آنومالی گنبد
آنومالی گنبد یک اندیس فلزی است که در حوالی شهر گنگجین استان آذربایجان غربی قرار دارد و مادهٔ معدنی موجود در آن، طلا است.  در این اندیس، پاراژنز‌های زیرکن، آپاتیت، اسفن، پیریت، پیروکسن، ایلمنیت، یافت می‌شوند.